# Alberada de Buonalbergo
Alberada de Buonalbergo fou duquessa de la Pulla en virtut de ser la primera muller de Robert Guiscard, duc de la Pulla (1059-1085).
Es casaren el 1051 o 1052, quan ell encara era un simple bandoler a Calàbria. Aportà en dot 200 cavallers sota el comandament del seu nebot Girard de Buonalbergo. Tingué dos fills amb Guiscard: Emma, mare de Tancred de Galilea, i el príncep Bohemon I d'Antioquia. El 1058, després que el papa Nicolau II reforcés les disposicions del dret canònic contra la consanguinitat, Guiscard ho aprofità per repudiar Alberada en favor d'un matrimoni més avantatjós amb Sikelgaita, germana del príncep Gisulf II de Salern. Tanmateix, fou una separació amistosa i Alberada no li guardà cap mena de rancúnia. De fet, ella mateixa no trigà gaire a casar-se en segones noces amb Ricard d'Hauteville. Més endavant, encara contrauria un tercer matrimoni.

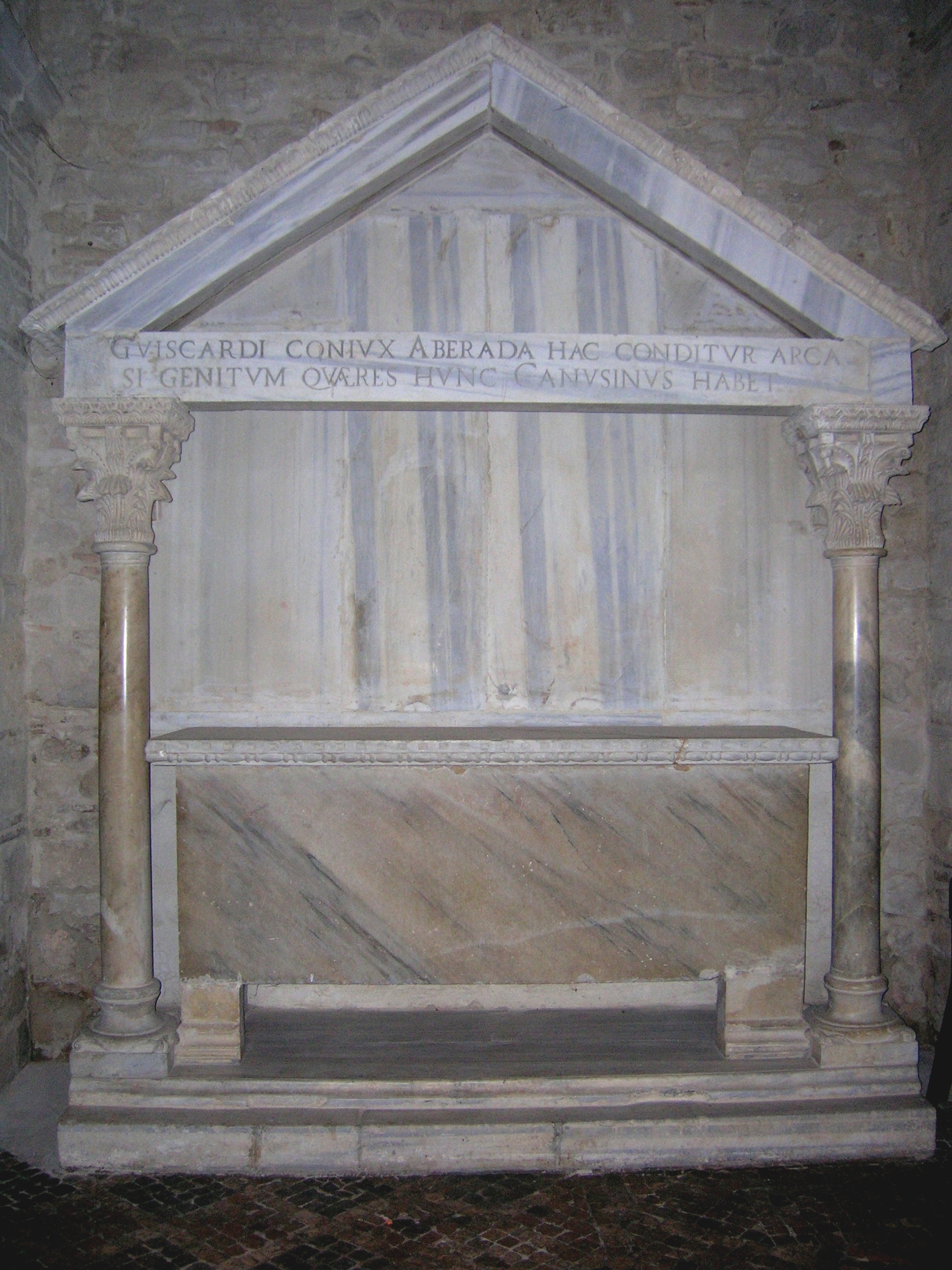
Tomba d'Aberada/Alberada a l'abadia de la Santíssima Trinitat (Venosa)

Encara era viva quan Bohemon morí el 1111 i probablement traspassà a una molt edat avançada, cap al juliol del 1122. Fou enterrada prop del mausoleu de la família Hauteville a l'abadia de la Santíssima Trinitat de Venosa. La seva tomba és l'única que s'ha conservat intacta.